# Robert Gumny
Robert Krzysztof Gumny (* 4. Juni 1998 in Posen) ist ein polnischer Fußballspieler, der beim Erstligisten Lech Posen unter Vertrag steht. Der rechte Außenverteidiger ist polnischer Nationalspieler.

## Karriere

### Verein
Der in Posen geborene Robert Krzysztof Gumny entstammt der Jugendakademie von Lech Posen und wurde während der Saison 2015/16 mit 17 Jahren in die erste Mannschaft befördert. Am 19. März 2016 (28. Spieltag) debütierte er bei der 0:2-Heimniederlage gegen Legia Warschau in der höchsten polnischen Spielklasse, als er in der Schlussphase für Tomasz Kędziora eingewechselt wurde. Der rechte Außenverteidiger kam in der verbleibenden Spielzeit zu vier weiteren Pflichtspieleinsätzen. Zu Beginn der Saison 2016/17 wurde er regelmäßig eingesetzt, fiel aber im September 2016 aus der Mannschaft und absolvierte im restlichen Jahr kein Pflichtspiel mehr für Lech Posen.
Um Spielpraxis sammeln zu können, wechselte Robert Gumny am 6. Januar 2017 auf Leihbasis für die restliche Spielzeit 2016/17 zum Zweitligisten Podbeskidzie Bielsko-Biała, wo der junge Spieler direkt zur Stammkraft aufstieg. Am 31. März 2017 (24. Spieltag) erzielte er beim 2:1-Auswärtssieg gegen die GKS Katowice sein erstes Tor im Profibereich. Nach 14 Ligaeinsätzen, in denen er zwei Tore erzielte, kehrte er im Sommer 2017 nach Posen zurück.
Nach seiner Rückkehr stieg Gumny in der Saison 2017/18 zum Stammspieler bei den Kolejorz auf. Er kam in 33 Ligaspielen zum Einsatz und bereitete vier Treffer vor. Nach dem Ende der Spielzeit unterzog er sich im Mai 2018 einer Kniegelenksarthroskopie und verpasste aufgrund dessen die gesamte Vorbereitung sowie den Start der Saison 2018/19. Im November 2018 absolvierte er seine ersten Saisoneinsätze und am 16. Dezember 2018 (19. Spieltag) erzielte er beim 6:0-Auswärtssieg gegen Zagłębie Sosnowiec ein erstes Tor für Lech Posen. In dieser Spielzeit bestritt er 19 Ligaspiele, in denen ihm zwei Torbeteiligungen (Ein Tor und eine Vorlage) gelangen.
Am 22. November 2019 (16. Spieltag) zog er sich beim 3:0-Heimsieg gegen Piast Gliwice eine Knieverletzung zu, welche ihn nach einer erfolgreichen Operation für sechs Monate außer Gefecht setzte.
Anfang September 2020 wechselte der Pole nach Deutschland zum FC Augsburg und unterschrieb dort einen Vertrag bis 2025. In den ersten beiden Spielzeiten entwickelte sich Gumny zunächst zum Stammspieler bei den Fuggerstädtern, verlor diesen aber in der Folge auch aufgrund verletzungsbedingter Ausfälle. Im Frühjahr 2024 erlitt er einen Kreuzbandriss, weshalb er in der Saison 2024/25 lediglich in sieben Partien zum Einsatz kam. Ende Juni 2025 verließ Gumny mit Ablauf seines Vertrages den FCA und kehrte in seine Heimat zu Lech Posen zurück.

### Nationalmannschaft
Im Februar und März 2015 absolvierte Robert Gumny vier Länderspiele für die polnische U17-Nationalmannschaft. Im August 2015 war er zwei Mal für die U18 im Einsatz und konnte einen Torerfolg verbuchen. Anschließend bestritt er bis März 2017 16 Länderspiele für die U19. Ab September 2017 spielte er für die U21 und nahm mit dieser Auswahl an der U21-Europameisterschaft 2019 in Italien und San Marino teil.
Im März und September 2019 berief Polens Nationaltrainer Jerzy Brzeczek Gumny jeweils für anstehende Spiele in der EM-Qualifikation erstmals in den Kader der A-Nationalmannschaft, jedoch ohne ihn anschließend einzusetzen. Am 11. November 2020 feierte Gumny schließlich sein Debüt, als er im Freundschaftsspiel gegen die Ukraine in der Startaufstellung stand.

## Erfolge
Lech Posen
- Polnischer Supercupsieger: 2016